# Шоси (Лоаре)
Шоси (фр. Chaussy) насеље је и општина у централној Француској у региону Центар (регион), у департману Лоаре која припада префектури Питивје.
По подацима из 2011. године у општини је живело 338 становника, а густина насељености је износила 26,12 становника/km². Општина се простире на површини од 12,94 km². Налази се на средњој надморској висини од 107 метара (максималној 135 m, а минималној 126 m).

## Демографија
| 1962. | 1968. | 1975. | 1982. | 1990. | 1999. | 2011. |
| ----- | ----- | ----- | ----- | ----- | ----- | ----- |
| 320   | 329   | 281   | 245   | 248   | 274   | 338   |

График промене броја становника у току последњих година